# Palagruža

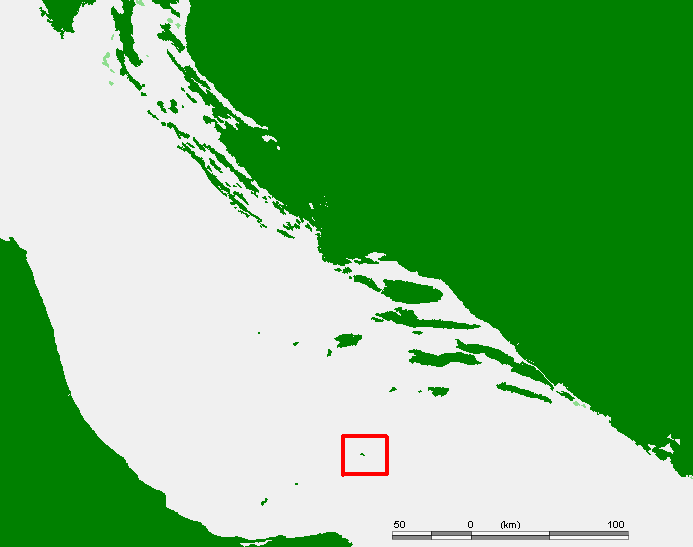
Locatie van Palagruža

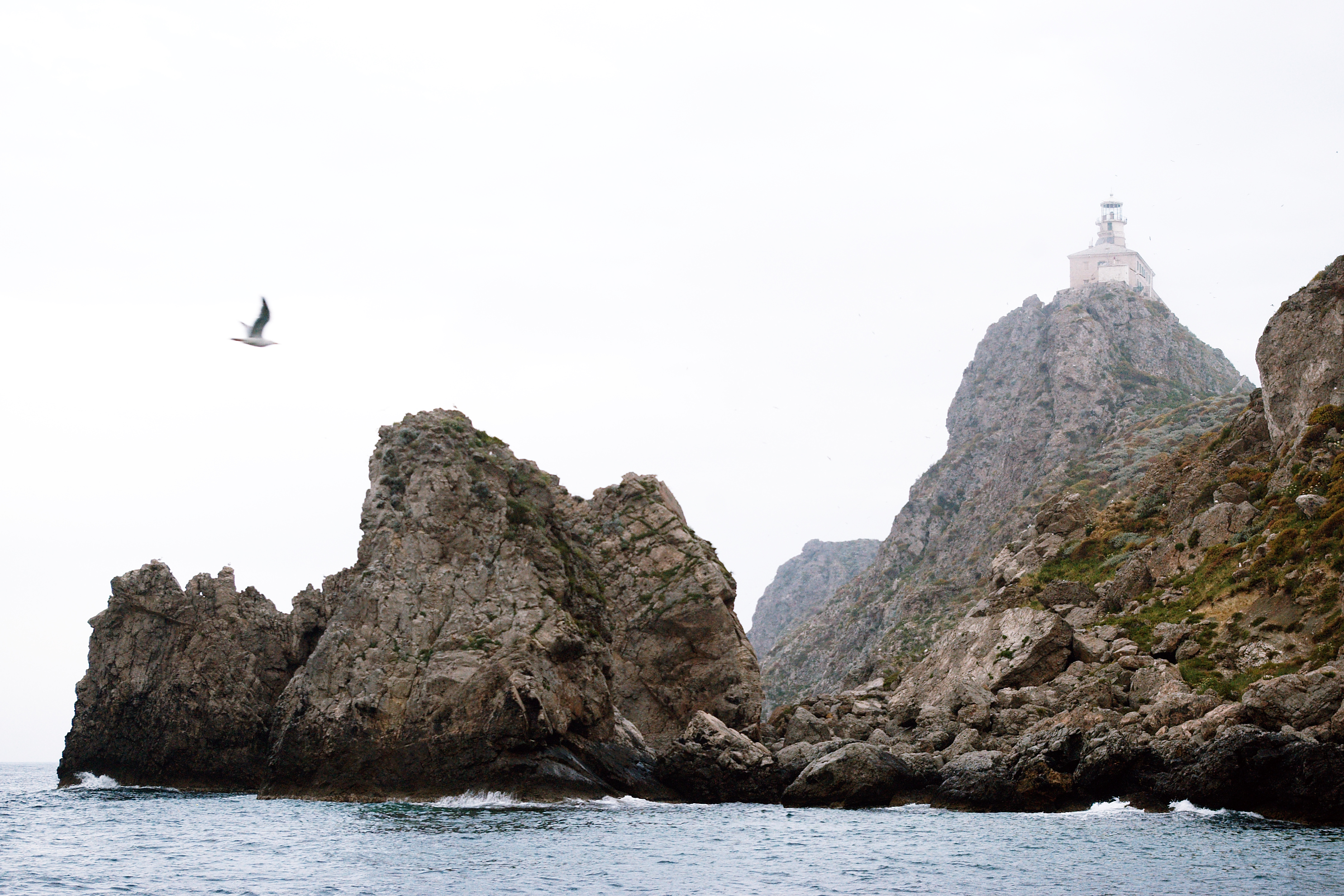
Palagruža

Palagruža is een klein, afgelegen en onbewoond eiland, gelegen in de Adriatische Zee ten zuiden van het eiland Lastovo en behorende tot Kroatië.
Het eiland Palagruža heeft een lengte van 1400 meter en een breedte van 300 meter en is begroeid met mediterrane vegetatie. 
Palagruža is het beste te bereiken vanaf het eiland Korcula. Rondom het eiland liggen kleinere eilanden die samen met Palagruža de Palagruža archipel vormen.

## Vuurtoren
Palagruža beschikt over een vuurtoren die gebouwd is in 1875. Deze ligt op een hoogte van 90 meter boven zeeniveau en is de Kroatische vuurtoren die het verst van de kust van het land is verwijderd. De baaien in de omgeving zijn de meest visrijke van de Adria.